# 世にも奇妙な物語 春の特別編 (2002年)
『世にも奇妙な物語 春の特別編』（よにもきみょうなものがたり はるのとくべつへん）は、2002年3月27日（水）21:00 - 22:52（JST）にフジテレビで放送された『世にも奇妙な物語』の特別編。

## 無視ゲーム

### キャスト
- 未和子 - 内山理名
- 直美 - 尾野真千子
- 和樹 - 永山たかし
- 女子大生 - 宮川由起子、梁瀬絵里、小田部麻美、多瀬亜衣

### スタッフ
- 原作 - 草上仁「誰かいる」（『ゆきどまり』所収 / 祥伝社）
- 脚本 - 鈴木勝秀
- 演出 - 李闘士男

## おかしなまち

### キャスト
- 井上 - 柳葉敏郎
- 広田 - 徳井優
- 元木 - 菊池均也
- 後藤 - 田鍋謙一郎
- 鈴木 - 八十田勇一
- 上司 - 並樹史朗
- 部下 - 長岡尚彦
- 駅員 - 林家二楽
- 市川 - 黒田大創
- おばあさん - 森康子
- 受付嬢 - 川津春
- 田中 - 奥田崇
- 女子社員 - 渋谷宏美、朝川真帆
- 薬屋 - 笹澤静治、山成潤一
- ケーキ屋 - 氏家恵
- パイ男 - 高橋史朗、佐藤貴光
- 男 - 山崎崇史、赤沼正一
- 警官 - 大須賀王子、川瀬忠行
- 受付嬢 - 有輝りん
- ジャグリング男 - 藤田大介
- 女将 - 藤井亜紀
- 仲居 - 佐藤勝栄
- 二枚目 - 相澤一成
- のり弁の男 - 菅原卓磨
- 弁当屋 - 岩瀬威司
- 親父 - 佐藤正宏

### スタッフ
- 脚本 - 勝栄
- 演出 - 松田秀知

## トカゲのしっぽ

### キャスト
- 藤堂和音 - 柏原崇
- 藤堂美奈子 - 岡元夕紀子
- 刑事 - 大高洋夫
- 音楽評論家 - 牧口元美
- リポーター - 関戸めぐみ
- 救急隊員 - 西川亘
- 成田助手 - 大西武志
- 男 - 川嵜祐樹
- 成田 - 清水綋治

### スタッフ
- 原案 - 中村樹基
- 脚本 - 中村樹基、星護
- 演出 - 星護

## 夜汽車の男

### キャスト
- 男 - 大杉漣
- 車掌 - 小林隆
- サラリーマン - 小原雅人
- ケバイ女 - 池津祥子
- 若い男 - 正名僕蔵
- 若い女 - 奈良崎まどか
- 子供 - 三瓶義貴
- 少年 - 柿澤司
- 美少女 - 篠原愛実

### スタッフ
- 原作 - 泉昌之「夜行」（『かっこいいスキヤキ』所収 / 扶桑社）
- 脚本 - 橋部敦子
- 演出 - 鈴木雅之

## マンホール

### キャスト
- 添島照男 - 香川照之
- 添島えり子 - 水島かおり
- 専務 - 森下哲夫
- 小野寺トモ子 - 中込佐知子
- 田村 - 荒川良々
- 裁判長 - 飯田孝男
- 常務 - 山本京三
- 水道局員 - 大堀こういち、佐藤剛成
- 添島ひとみ - 雨野美咲
- ネズミの声 - 中村まこと、小長谷勝彦
- 柿崎部長 - 本田博太郎
- 事務局長 - 江守徹

### スタッフ
- 原作・脚本・演出 - 山内健司